# 오가타정 (히로시마현)
오가타정(小方町)은 히로시마현 사에키군에 설치되었던 정이다. 현재의 오타케시에 해당한다.

## 역사
- 1889년 4월 1일 - 정촌제 시행에 의해 사에키군 오가타촌이 발족하였다.
- 1951년 2월 11일 - 정으로 승격해 오가타정이 되었다.
- 1954년 9월 1일 - 구바정, 오타케정, 구리타니촌, 유와촌의 일부와 합병, 시로 승격해 오타케시가 신설하여 폐지되었다.

## 참고문헌
- 角川日本地名大辞典 34 広島県
- 『市町村名変遷辞典』東京堂出版、1990年。